# Francesco Pollini (Komponist, 1762)
Francesco Pollini, auch Franz de Paula Pollini (* 26. März 1762 in Laibach; † 17. September 1846 in Mailand) war ein italienischer Komponist und Pianist.

## Familie
Die Familie Pollini war 100 Jahre vor Francesco Pollinis Geburt in die Krain gezogen. Francescos Vater arbeitete als Arzt und Apotheker in Ljubljana. Er erhielt durch Kaiserin Maria Theresia einen erblichen österreichischen Adelstitel, weil er ein Rezept für einen Absud gegen die Syphilis entwickelt hatte. Francesco Pollini erbte dieses Rezept, stellte die als le acque Pollini bekannte Medizin weiter her und behandelte damit Adelige und Musikerkollegen.

## Leben
Francesco Pollini reiste 1783 nach Prag und ein Jahr später nach Paris, wo er Antonio Salieri begegnete. Dieser stellte ihm den französischen Gesandten am Wiener Hof Marie-François-Louis Du Roullet vor, der bekannt für seine Libretti war. Im März 1786 war Pollini in Wien und sang im Palais Auersperg die Rolle des Idamante in Wolfgang Amadeus Mozarts Oper Idomeneo. Mozart widmete dem Baron Pollini das Duett Spiegarti non poss'io für Sopran und Tenor KV 489 und die Scena con rondò für Tenor und Violine, KV 490. Nach einer etwa zwei Jahre anhaltenden Reisetätigkeit studierte Pollini ab 1790 in Mailand bei Niccolò Antonio Zingarelli Komposition. 1798 heiratete Pollini die 23 Jahre alte Mariana Gasparini, eine leidenschaftliche Harfenistin. Im gleichen Jahr wurde Pollinis Oper La casetta nei bochi am Teatro della Cannobiana aufgeführt. 1801 wurde an der Mailänder Scala Il trionfo della pace anlässlich eines Festaktes zum Frieden Amiens gegeben.
Zu den Krönungsfeierlichkeiten Napoleons zum König von Italien wurden am 26. Mai 1805 im Mailänder Dom zwei größere Werke Pollinis aufgeführt, das Vivat, vivat und das Te ergo quaesumus. 1812 schrieb Pollini für das Mailänder Konservatorium eine Piano-Forte-Schule Metodo di clavicembalo, ein Lehrwerk, welches über Jahrzehnte in Italien verwendet wurde und Pollini die Ehrenmitgliedschaft des Konservatoriums einbrachte.

## Werk
Pollini komponierte geistliche Kantaten, Messen, ein Stabat Mater, ein Requiem und ein Te Deum, mehrere Arietten mit Klavier oder Orchesterbegleitung und vor allem mehr als 60 Opus Klavierwerke, wie Sonaten und die damals beliebten Variationen nach den beliebten Opern der Zeit. Etwa 60 seiner Werke wurden zu seinen Lebzeiten von verschiedenen europäischen Verlegern gedruckt, vor allem vom italienischen Ricordi Verlag.
Bühnenwerke
- „La casetta nel bosco“, Oper in 3 Akten (1798, Mailand)
- „Il genio insubre“ Azione teatrale 2 Akte (1799, Mailand)
- „Le convenienze teatrali“, Oper, (unvollständig)
- „Ines di Castro“, Oper, (unvollständig)
- „Il ripudio fortunato, farsa“, (unvollständig)